# Enric d'Hostalric i Colomer
Enric d'Hostalric i Colomer   (Lleida, 1856 ↔ 1857 - Lloret de Mar, 1921), baró de Casa Fleix, diputat provincial, alcalde de Menàrguens i President de la Cambra Agrícola de Lleida i sa Comarca.

## Biografia
Enric d'Hostalric i Colomer va ser fill d'Enric Hostalric i Fleix i net de Ramon Hostalric Soler i de Francesca Fleix Solans. Aquest enllaç matrimonial possibilità que la baronia de Fleix passés als Hostalric, família de liberals lleitdatans, des de 1869. Formà part de l'elit agrària lleidatana, tenia diverses propietats al rec de Menàrguens i fou propietari del latifundi de Torreribera.
El 1891 era alcalde Menàrguens. Va ser també diputat provincial per Balaguer i el 4 de maig de 1900 és nomenat per la Diputació de Lleida delegat de Beneficència. Des d'aquest càrrec millorà les condicions de salubritat i higiene dels establiments de la Beneficència provincial (la Casa de Misericòrdia i la Casa de Maternitat).
Des de finals del segle xix s'inicià un procés de creació de cambres agrícoles per part dels sectors benestants de la ruralia catalana. Enric d'Hostalric va ser l'impulsor de la Cambra Agrícola de Lleida i sa Comarca el 1917 i el seu primer president. La Cambra, sota l'impuls del Baró de Casa Fleix, fou més que un grup de pressió, com altres cambres, ja que s'esforçà per facilitar mitjans de producció als associats, fomentar la difusió tècnica i la millora agrària. La seva activitat des de la Presidència de la Cambra es vinculà al foment de l'associacionisme pagès i a interpel·lar a les autoritats locals i al Govern central sobre les necessitats de la pagesia lleidatana. Un any després de la creació de la Cambra, el 1918, es proposà que li fos concedida la gran creu del mèrit agrícola.
La seva obra va quedar interrompuda per la seva mort a Lloret de Mar el 1921, mentre estiuejava amb la seva filla.